# 黒マスルール
黒マスルール（くろマスルール）は、クロスワードパズル及びそれに類するパズルを作成する時の黒マス配置に関するルールである。
このルールを利用したペンシルパズルも発表されている。

## ルール
- 黒マスは縦横に連続しない。
- 黒マスによって盤面が分断されてはいけない。
分断された部分を「シマ」という。このルールは「分断禁」「シマ禁」とも呼ばれる。この2つが含まれていると「連黒分断禁」と呼ぶ。

出版社の方針などにより以下のルールのいずれかが追加される場合もある。
- 黒マスは対称形になるように並べる。
- 四隅には黒マスを置かない。
- 三方向が黒マスで囲まれたマスを作ってはいけない。
- 斜めに一定個数以上並べてはいけない。

## アメリカの場合
英語圏のクロスワードでは一般的に以下のルールが存在する。
- 黒マスは対称に配置する。
- 黒マスによって盤面が分断されてはいけない。
- 上下または左右を黒マスに挟まれた白マスがあってはならない。

日本ではこの配置はカックロに適用される。

## この配置が適用されるパズル
- クロスワードパズル
- ナンバークロスワードパズル

アロークロスの小さいマスにもこのルールが適用されることが多い。

## このルールを利用したパズル
このルールを利用するパズルのルールは、
- 黒マス及び白マスの意味付け
- 黒マスルール

から成り立っていることが多い。
これらのパズルにおいて、黒マスルールは「白マスの確定」のために使用される事が多い。
- へやわけ
- ひとりにしてくれ

などのパズルでこのルールが使用されている。
また、初期状態で黒マスの配置がわからず、自分で配置していくタイプのクロスワードパズル（黒マスも自分で埋めていくホワイトクロス・ケイだけクロスなどがある）においても、このルールは適用される。

## その他
日本のルールとアメリカのルールの両方を満たした問題を作ることは可能である。ただし、「端から2列目に黒マスが置けない」など制約が強く、制作の難度は高い。